# Zarzalejo
Zarzalejo ist ein spanisches Municipio in der autonomen Region Madrid.
Zarzalejo grenzt im Norden an die Gemeinden Santa María de la Alameda und San Lorenzo del Escorial, im Süden und Osten an Robledo de Chavela. Die Stadt liegt zu Füßen der Machotas-Bergen, die Teil der Sierra de Guadarrama sind.
Zarzalejo hat einen oberen und einen unteren Ortskern. Um den oberen befindet sich die Altstadt, um den unteren – genannt „La Estación“ (der Bahnhof) – wurden Chalets errichtet.